# The One I Love Belongs to Somebody Else
The One I Love Belongs to Somebody Else ist ein Song, der von Isham Jones (Musik) und Gus Kahn (Text) geschrieben und 1924 veröffentlicht wurde.

## Songstruktur
Das als moderater Torch Song in G-Dur geschriebene Lied hat die Form ABA'C. „Die einfache Melodie baut auf dem sich wiederholenden Rhythmus der vierten und achten Note auf; Emphase ist auf der sechsten und fünften Stufe der Tonleiter (E und D) sowie  später auf der dritten und zweiten Stufe (B und A) platziert. Im Kontrast zu der spritzigen Musik steht der traurige Text, der die Geschichte einer unerwiderten Liebe in der Tradition des Torch Song erzählt“: 
It's tough to be alone on the shelf
It's worse to fall in love by yourself.

## Erste Aufnahmen
Zu den ersten Musikern, die den Song ab 1924 aufnahmen, gehörten neben Isham Jones und sein Orchester (Brunswick), Ted Lewis, die California Ramblers, Doc Cook, Vincent Lopez, sowie die Sänger Al Jolson (Brunswick 2567, mit dem Isham Jones Orchestra) und Sophie Tucker (Okeh 40054). In Berlin nahmen ihn Eric Borchard und Bernard Etté auf.

## Spätere Coverversionen
1938 machte Tommy Dorsey den Song erneut bekannt; Bing Crosby und Ella Fitzgerald spielten ihn für Decca ein.  Der Diskograf Tom Lord listet im Bereich des Jazz insgesamt 160 (Stand 2015) Coverversionen, u. a. von Glenn Miller, Frankie Carle, Will Hudson, Red Norvo, Frank Sinatra und Sarah Vaughan. Der Song fand auch Verwendung in mehreren Musikfilmen; Judy Garland interpretierte ihn in Everybody Sing (1938), Gogi Grant (als Gesangsdouble für Ann Blyth) in The Helen Morgan Story (1957). Dannie Thomas und Doris Day sangen ihn in der Gus-Kahn-Filmbiografie I'll See You in My Dreams (1951). Inzwischen sind die Ursprünge des Lieds als Torch Song vergessen und er wird gewöhnlich in einem mittleren Jazztempo gespielt.